# Jardin Abkhazi
Le jardin Abkhazi est un jardin situé à Victoria, en Colombie-Britannique.

## Histoire
Le jardin est créé en 1946 par le prince Nicolas Abkhazi et la princesse Marjorie Abkhazi (née Marjorie Mable Jane Carter, plus tard Marjorie Mable Jane Pemberton-Carter) de la famille princière Abkhazi de Géorgie. Le jardin est connu comme « le jardin que l'amour a construit » et a été développé par le prince  au cours des décennies où ils ont possédé la propriété sur Fairfield Road,.
Nicolas Abkhazi fuit la Géorgie pour la France peu après le début de la révolution russe. Il y rencontre Marjorie en 1922. Pendant la Seconde Guerre mondiale, il rejoint l'armée française et est capturé comme prisonnier de guerre par les Allemands. Marjorie est internée par les Japonais de 1943 à 1945. Ils se retrouvent à New York en 1946 pour ensuite déménager à Victoria, en Colombie-Britannique, au Canada, où ils sont restés le reste de leur vie. Peu après leur mort, le jardin est acheté par The Land Conservancy of British Columbia avec le projet de gérer le terrain comme un jardin à perpétuité pour commémorer et partager l'histoire du prince et de la princesse Abkhazi,.

## Description
Le jardin s'étend sur environ un acre et comprend des allées de gravier concassé et de pierres qui serpentent sous des plantes de rhododendrons aux fleurs de différentes couleurs qui ont atteint la taille d'arbres. Sous les rhododendrons poussent des fougères et d'autres plantes tolérantes à l'ombre. Au centre du jardin se trouve un salon de thé et une boutique de souvenirs.
Une proposition a été soumise en mars 2022 pour protéger le jardin en transférant le zonage plus dense de la propriété à une propriété voisine et en soumettant une demande de reconnaissance officielle de la propriété comme propriété patrimoniale dans la ville de Victoria.

## Galerie

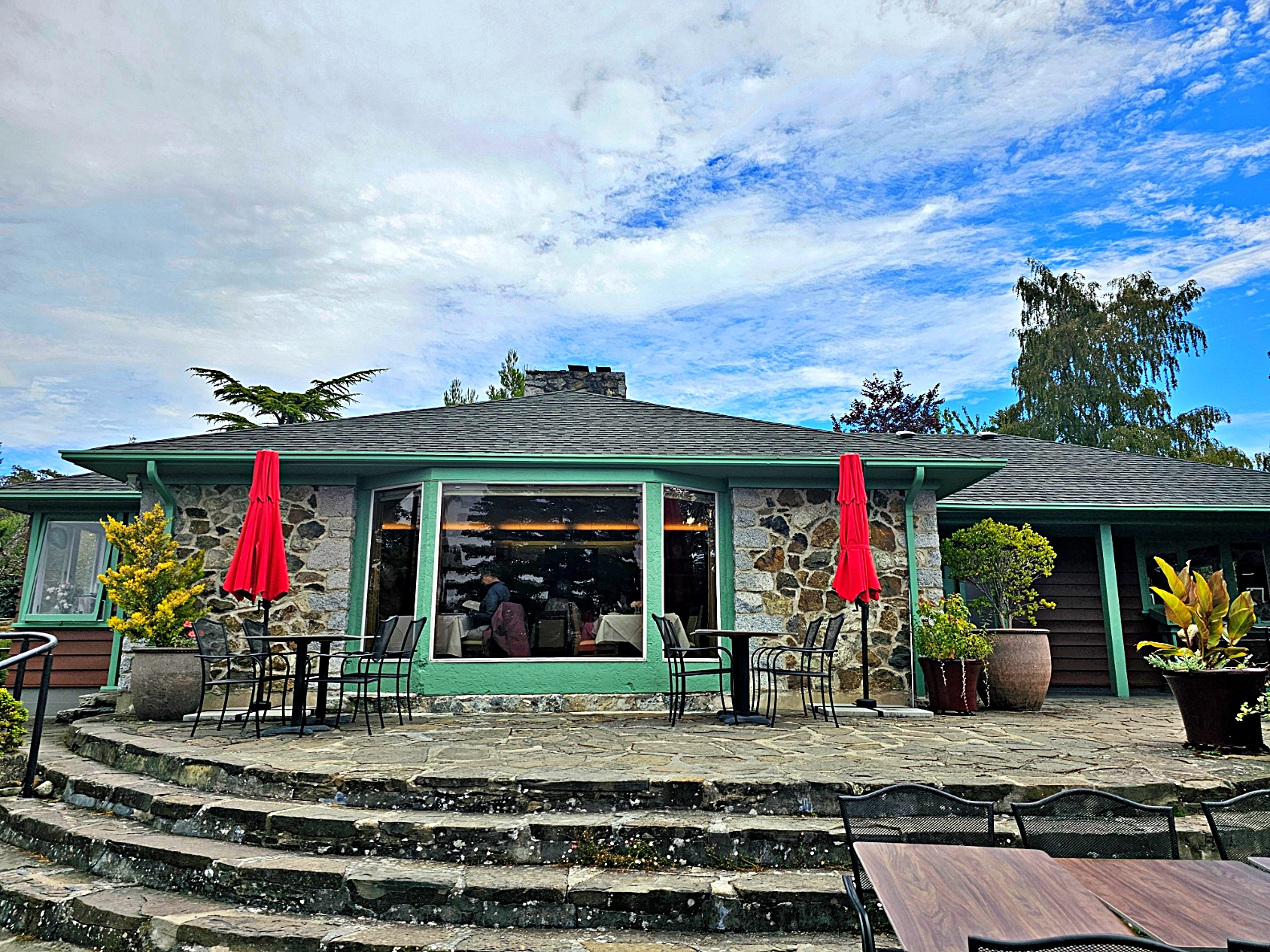
Salon de thé
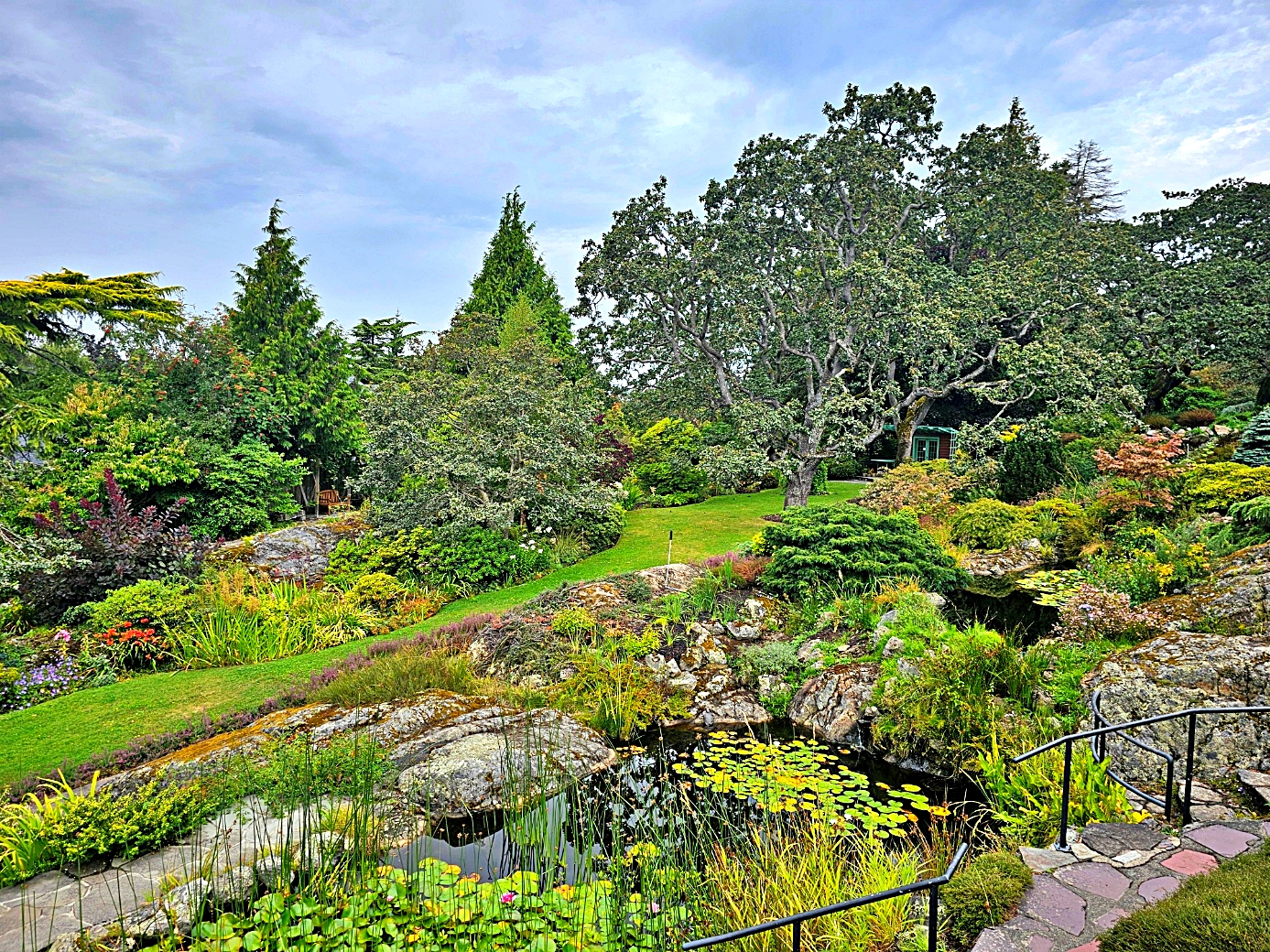
Vue du jardin
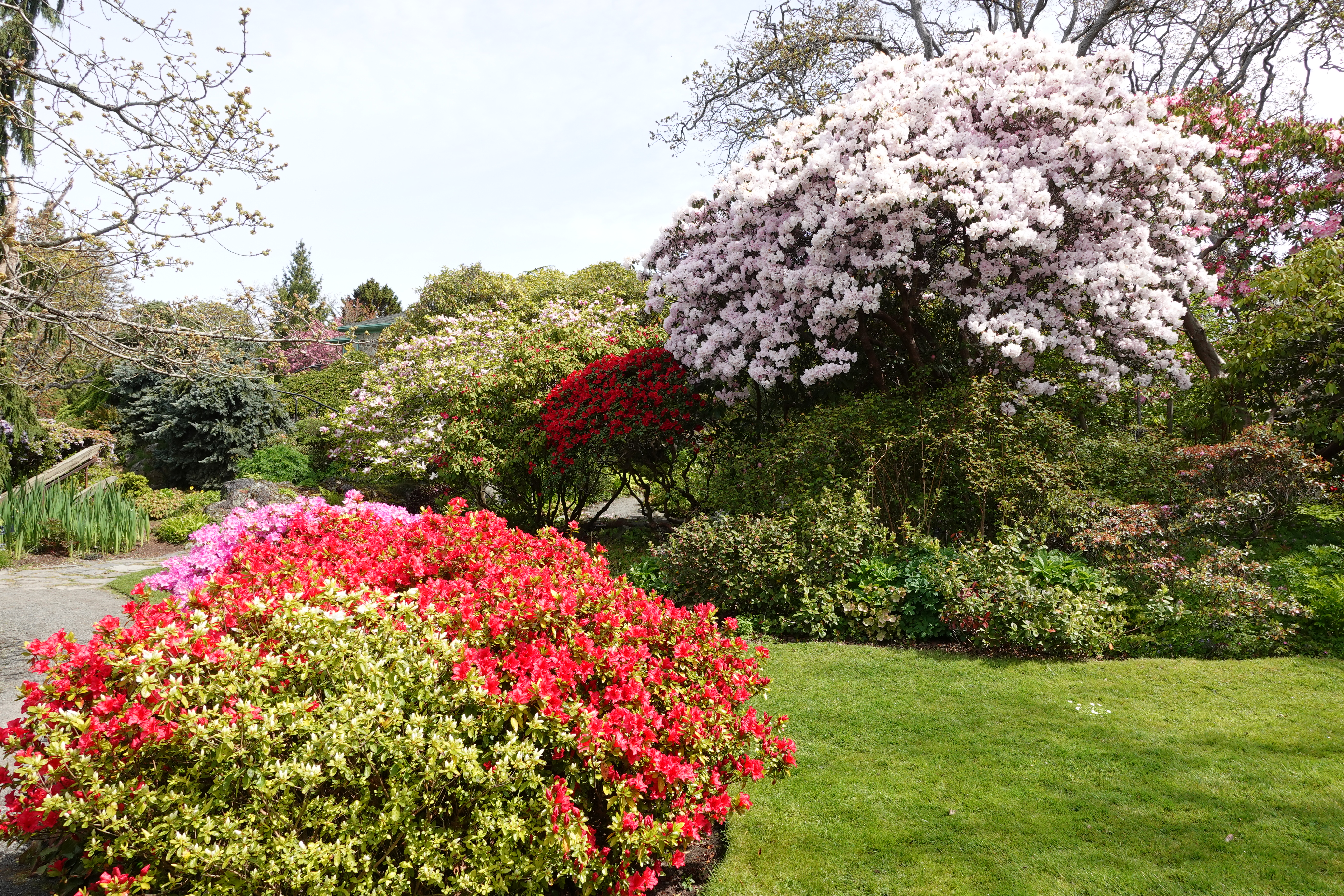
Rhododendrons